# Hurczyny
Hurczyny (biał. Гурчыны, Hurczyny; ros. Гурчины, Gurcziny) – wieś na Białorusi, w obwodzie grodzieńskim, w rejonie świsłockim, w sielsowiecie Porozów, nad Rosią.

## Historia
Dawniej majątek ziemski (folwark) i osada. W XIX i w początkach XX w. położone były w Rosji, w guberni grodzieńskiej, w powiecie wołkowyskim, w gminie Hornostajewicze. Majątek był własnością Wysockich.
W dwudziestoleciu międzywojennym leżały w Polsce, w województwie białostockim, w powiecie wołkowyskim, w gminie Porozów. W 1921 folwark liczył 48 mieszkańców, zamieszkałych w 5 budynkach. Osada liczyła zaś 5 mieszkańców, zamieszkałych w 1 budynku. Mieszkańcami obu miejscowości byli wyłącznie Polacy wyznania rzymskokatolickiego.
Ostatni właściciel majątku inż. Bronisław Godziemba-Wysocki został zamordowany przez sowietów. Jego nazwisko widnieje na Białoruskiej Liście Katyńskiej.
Po II wojnie światowej w granicach Związku Sowieckiego. Od 1991 w niepodległej Białorusi.